# Sanhu (köpinghuvudort i Kina, Jiangxi Sheng, lat 27,92, long 115,43)
Sanhu är en köpinghuvudort i Kina. Den ligger i provinsen Jiangxi, i den sydöstra delen av landet, omkring 95 kilometer sydväst om provinshuvudstaden Nanchang. Antalet invånare är 38 482. Befolkningen består av 18 460 kvinnor och 20 022 män. Barn under 15 år utgör 20,0 %, vuxna 15-64 år 71 %, och äldre över 65 år 8,0 %.
Runt Sanhu är det ganska tätbefolkat, med 239 invånare per kvadratkilometer. Sanhu är det största samhället i trakten. Trakten runt Sanhu består till största delen av jordbruksmark.
Genomsnittlig årsnederbörd är 2 066 millimeter. Den regnigaste månaden är juni, med i genomsnitt 330 mm nederbörd, och den torraste är oktober, med 24 mm nederbörd.